# Molí d'en Mornau
El molí d'en Mornau o de Ca l'Estruc és un dels edificis industrials més emblemàtics de Sabadell, declarat bé cultural d'interès nacional. Darrere, hi ha la font del Molí d'en Mornau.

## Història

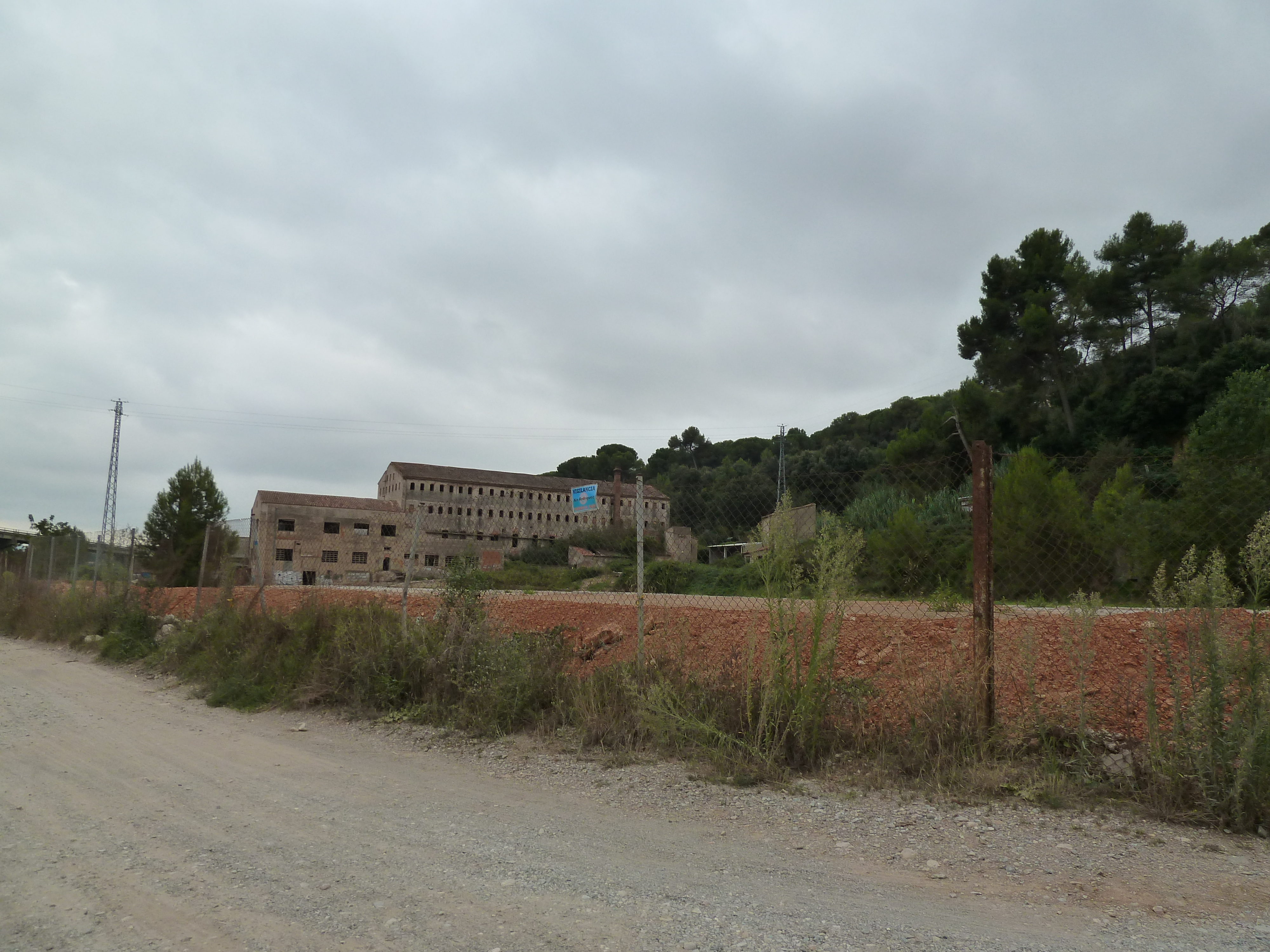
Vista del recinte des de fora

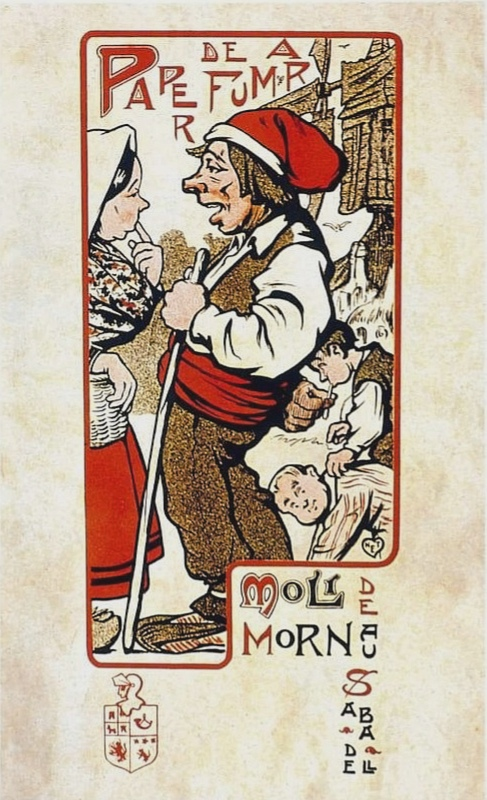
Paper de fumar fabricat al Molí de Mornau. Anunci publicitari fet per Gaietà Cornet (1902)

En aquest indret hi havia un antic molí paperer, dedicat a fer paper blanc i d'estrassa, documentat a mitjan segle xvi. Després del 1557 fou un molí draper i el 1613 era una farga de claus. El 1622 s'hi molien els minerals que componen la pólvora, i entre 1664 i 1698, el molí fou arrendat per un calderer, que segurament el devia fer servir com a farga d'aram, per a allisar les planxes de perols i calderes. Un cop mort, els propietaris de Can Deu el van adquirir en subhasta pública, tot i que estava mig derruït.
El 1783, Antoni Amat i Pont, germà de l'arquebisbe Amat, el va fer reconstruir i el convertí de molí fariner a paperer. Aleshores fou contractat Pau Panedès d'Esparraguera per a fabricar-hi paper de tinta i de fumar, i aviat vingueren a ajudar-lo altres paperaires de comarques dedicades a aquest treball. El molí, que prengué el nom de Josep Francesc Mornau i Prats, gendre d'Antoni Amat, es dedicà a la fabricació de paper de fumar fins a principis del segle xix, quan s'hi introduïren les activitats tèxtils. Abans del 1830, el segon salt d'aigua del molí ja s'aprofitava per moure màquines de fabricar draps de llana i de cotó. El 1831, els fabricants Agustí i Carles Brujas i J. Capdevila, compartien instal·lacions d'acabats, i el 1847 la fabricació del paper s'alternava amb la mòlta de farina. A finals del segle xix, s'abandonà l'activitat paperera, dedicant-se exclusivament al ram tèxtil, majoritàriament en el ram d'aparells i acabats. L'empresa passà per herència a la família Martí, i altres socis, la qual havia estat propietat de la família Estruch, a la qual deu el seu actual nom.

## Arquitectura
Molí paperer format per quatre plantes i soterrani, els baixos estan fets amb voltes de sosteniment, els dos darrers pisos són molt amplis, plens de finestres i estaven destinats a assecar el paper. El gran nombre de finestres li valgué el nom de «molí de tantes finestres com dies té l'any». Aquesta quantitat d'obertures es deu a la dedicació paperera del molí, ja que les dues plantes superiors eren assecadors per a estendre-hi fulls de paper. Davant de la gran nau rectangular, que fa «20 canes de llarg per 12 d'ample», hi ha dos cossos laterals annexos.
Als anys 1990, va ser enderrocada la meitat de la xemeneia, ja que es trobava en mal estat, quedant en servei l'altra meitat. La base és quadrada, i el cos el forma un pilar també de base quadrangular que presenta un lleuger èntasi, aquesta s'inscriu en un cos de forma de tronc de piràmide situat sobre la base. L'aparell és de maó vist.